# SNOM

princip SNOM

Near Field Scanning Optical Microscopy (NSOM/SNOM), česky optická skenovací mikroskopie v blízkém poli, je mikroskopická technika pro pozorovaní v oblasti nanočástic, která překonává rozlišovací limit pomocí vlastností tlumených vln. Základem této techniky je umístění detektoru velmi blízko k povrchu vzorku, typicky mezi 1 a 0.1-násobkem vlnové délky světla. Používá se v optické mikroskopii, pro její schopnost zvýšit kontrast nanočástic, může být snadno použita studiu různých vlastností látek, jako je index lomu, chemická struktura a mechanická deformace.

## Popis zařízení
Zařízení se skládá například z optického vlákna leptaného do špičky, které je u této špičky pokoveno. Vláknem prochází modulované elektromagnetické záření (laser), které dopadá na vzorek ve vzdálenosti menší než je jeho vlnová délka, tzv. oblast blízkého pole. V tomto poli nedochází k výraznému odchylování fotonů ze směru kolmém na vzorek, a proto je interpretace výsledků snadnější. Světlo se vzorkem interaguje a to, které se odrazí nebo rozptýlí je detekováno fotonásobiči a převedeno na elektrický signál, a pak na monitor. SNOM je vlastně spojení optické mikroskopie s mikroskopií se skenující sondou (SPM). Tím dochází k lepšímu rozlišení než u klasické mikroskopie. V roce 2010 je tato technika předmětem zkoumání, zejména v oblasti výpočtu obrazu, kde se uplatňují složité zákonitosti kvantové mechaniky.

## Použití
SNOM může nalézt své uplatnění v biologii, medicíně, v optické litografii nebo v materiálovém výzkumu.